# Rick Snyder
Rick Snyder, właśc. Richard D. Snyder (ur. 19 sierpnia 1958 w Battle Creek) – amerykański przedsiębiorca i polityk, członek Partii Republikańskiej. 2 listopada 2010 wygrał wybory na stanowisko gubernatora stanu Michigan, które objął 1 stycznia 2011 roku.
Jest absolwentem University of Michigan, gdzie studiował zarządzanie oraz prawo. Karierę zawodową rozpoczął w firmie Coopers & Lybrand, a dokładniej w dziale podatkowym jej biura w Detroit. W 1988 został awansowany na partnera w swojej firmie, a w 1989 przeniesiono go do oddziału w Chicago, gdzie stanął na czele zespołu ds. przejęć i fuzji. W 1991 przeszedł do firmy komputerowej Gateway, gdzie początkowo był wiceprezesem, a następnie prezesem i dyrektorem operacyjnym. W 1997 razem ze wspólnikiem założył firmę Avalon Investments, działającą w sektorze venture capital. Kierował nią do 2000 roku, gdy założył inną firmę inwestycyjną pod nazwą Ardesta i został jej szefem. W 2005 powrócił do Gateway jako przewodniczący rady nadzorczej, w 2006 był też tymczasowym prezesem, w czasie gdy trwały poszukiwania stałego szefa dla firmy. Odszedł z tego przedsiębiorstwa w 2007, gdy zostało przejęte przez tajwański koncern Acer. Później skupił się na pracy we własnej firmie. Przez pewien czas prowadził także zajęcia dla studentów księgowości na swojej macierzystej uczelni.
21 lipca 2009 ogłosił, iż zamierza rozpocząć karierę polityczną w barwach Partii Republikańskiej, a ściślej ubiegać się o urząd gubernatora swojego rodzinnego stanu Michigan. 10 sierpnia 2010 wygrał republikańskie prawybory, a 2 listopada 2010 pokonał czterech innych kandydatów, w tym Demokratę Virga Bernero, we właściwych wyborach. W 2018 nie mógł kandydować ponownie ze względu na obowiązujące w Michigan ograniczenie dopuszczalnej liczby kadencji gubernatorskich z rzędu.
Rick Snyder jest żonaty z Sue Snyder i ma troje dzieci. Jest prezbiterianinem.